# Фондо
Фондо (італ. Fondo) — муніципалітет в Італії, у регіоні Трентіно-Альто-Адідже,  провінція Тренто.
Фондо розташоване на відстані близько 520 км на північ від Рима, 45 км на північ від Тренто.

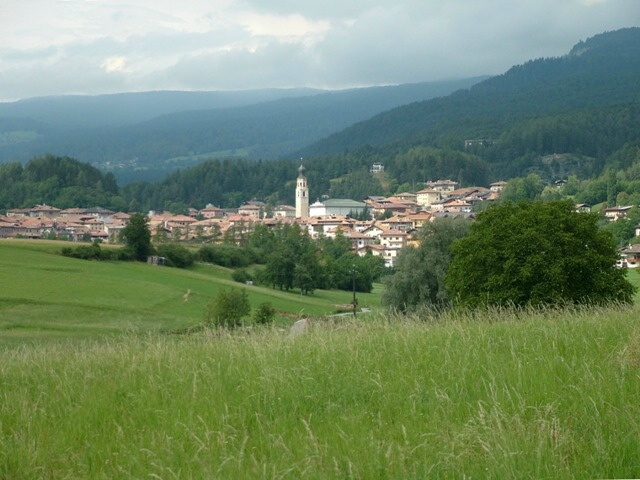

Населення — 1419 осіб (2014).
Покровитель — S.Martino.

## Демографія
Населення за роками:

Станом на 31 грудня 2014 року в муніципалітеті офіційно проживало 167 іноземців з 14 країн, серед них 63 громадяни країн Євросоюзу.

## Сусідні муніципалітети
- Апп'яно-сулла-Страда-дель-Віно
- Брец
- Кастельфондо
- Малоско
- Ронцоне
- Сарноніко
- Сенале-Сан-Феліче